# Euctenospila castalis
Euctenospila castalis är en fjärilsart som beskrevs av W. Warren 1892. Euctenospila castalis ingår i släktet Euctenospila och familjen Crambidae. Inga underarter finns listade i Catalogue of Life.